# Persone di nome Ernst
| Questa pagina contiene informazioni ricavate automaticamente dalle voci biografiche con l'ausilio del template Bio e di un bot. L'aggiornamento è periodico e automatico e ricostruisce completamente la pagina. Se manca una persona in questa lista, sei pregato di non aggiungerla, ma accertati piuttosto che la sua voce biografica contenga il template Bio e che i dati anagrafici siano correttamente compilati. Se il template Bio manca, inseriscilo tu stesso o, in alternativa, metti l'avviso {{tmp\|Bio}} che ne segnala la mancanza. Se i dati riportati sono sbagliati, correggi direttamente la voce biografica; le modifiche saranno visibili in questa lista entro pochi giorni. Per chiarimenti vedi il progetto antroponimi. La lista contiene solo le 426 persone che sono citate nell'enciclopedia e per le quali è stato implementato correttamente il template Bio. Pagina aggiornata al 6 ago 2025. |

Questa è una lista di persone presenti nell'enciclopedia che hanno il nome Ernst, suddivise per attività principale.

## Allenatori di calcio(8)
- Ernst Andersson, allenatore di calcio e calciatore svedese (n. 1909 - † 1989)
- Ernst Baumeister, allenatore di calcio e ex calciatore austriaco (Vienna, n. 1957)
- Ernst Diehl, allenatore di calcio e ex calciatore tedesco (Etschberg, n. 1949)
- Ernst Dospel, allenatore di calcio e ex calciatore austriaco (Absdorf, n. 1976)
- Ernst Happel, allenatore di calcio e calciatore austriaco (Vienna, n. 1925 - Innsbruck, † 1992)
- Ernst Melchior, allenatore di calcio e calciatore austriaco (Villach, n. 1920 - Rouen, † 1978)
- Ernst Middendorp, allenatore di calcio e ex calciatore tedesco (Freren, n. 1958)
- Ernst Sabeditsch, allenatore di calcio e calciatore austriaco (Vienna, n. 1920 - † 1986)

## Alpinisti(1)
- Ernst Beigel, alpinista e veterinario tedesco (Monaco di Baviera, n. 1901)

## Ammiragli(2)
- Eduard von Knorr, ammiraglio tedesco (Saarlouis, n. 1840 - Berlino, † 1920)
- Conrad Patzig, ammiraglio tedesco (Marienburg, n. 1888 - Amburgo, † 1975)

## Anatomisti(2)
- Ernst Gaupp, anatomista tedesco (Bytom, n. 1865 - Breslavia, † 1916)
- Ernst Reissner, anatomista tedesco (Riga, n. 1824 - Castello di Ruhenthal, † 1878)

## Archeologi(4)
- Walter Andrae, archeologo tedesco (Lipsia, n. 1875 - Berlino, † 1956)
- Ernst Buschor, archeologo, filologo classico e traduttore tedesco (Hürben, n. 1886 - Monaco di Baviera, † 1961)
- Ernst Herzfeld, archeologo, orientalista e iranista tedesco (Celle, n. 1879 - Basilea, † 1948)
- Ernst Langlotz, archeologo e storico dell'arte tedesco (Ronneburg, n. 1895 - Bonn, † 1978)

## Architetti(5)
- Ernst Gisel, architetto svizzero (Adliswil, n. 1922 - Zurigo, † 2021)
- Ernst Haiger, architetto tedesco (Mülheim an der Ruhr, n. 1874 - Wiesbaden, † 1952)
- Ernst May, architetto e urbanista tedesco (Francoforte sul Meno, n. 1886 - Amburgo, † 1970)
- Ernst Neufert, architetto tedesco (Freyburg, n. 1900 - Rolle, † 1986)
- Ernst Wullekopf, architetto tedesco (Pattensen, n. 1858 - Hannover, † 1927)

## Architetti del paesaggio(1)
- Ernst August Charbonnier, architetto del paesaggio tedesco (Osnabrück, n. 1677 - Hannover, † 1747)

## Artisti(1)
- Ernst Fuchs, artista austriaco (Vienna, n. 1930 - Vienna, † 2015)

## Astronomi(4)
- Ernst Becker, astronomo tedesco (Emmerich am Rhein, n. 1843 - Friburgo in Brisgovia, † 1912)
- Ernst Friedrich Wilhelm Klinkerfues, astronomo tedesco (Hofgeismar, n. 1827 - Gottinga, † 1884)
- Ernst Öpik, astronomo e astrofisico estone (Kunda, n. 1893 - Bangor, † 1985)
- Ernst Wilhelm Tempel, astronomo tedesco (Niedercunnersdorf, n. 1821 - Arcetri, † 1889)

## Attori(12)
- Ernst Arndt, attore tedesco (Magdeburgo, n. 1861 - Treblinka, † 1942)
- Ernst Busch, attore, regista e cantante tedesco (Kiel, n. 1900 - Bernburg, † 1980)
- Ernst Deutsch, attore austriaco (Praga, n. 1890 - Berlino, † 1969)
- Ernst Eklund, attore, commediografo e regista cinematografico svedese (Östervåla, n. 1882 - Stoccolma, † 1971)
- Ernst Fritz Fürbringer, attore e doppiatore tedesco (Braunschweig, n. 1900 - Monaco di Baviera, † 1988)
- Ernst Jacobi, attore e doppiatore tedesco (Berlino, n. 1933 - Vienna, † 2022)
- Ernst Legal, attore e regista teatrale tedesco (Schlieben, n. 1881 - Berlino, † 1955)
- Ernst Meincke, attore e doppiatore tedesco (Valtice, n. 1942)
- Ernst Nadherny, attore e cantante austriaco (Vienna, n. 1885 - Vienna, † 1966)
- Ernst Pittschau, attore tedesco (Altona, n. 1883 - Berlino, † 1951)
- Ernst von Possart, attore, direttore teatrale e regista tedesco (Berlino, n. 1841 - Monaco di Baviera, † 1921)
- Ernst Umhauer, attore francese (Cherbourg, n. 1989)

## Aviatori(2)
- Ernst Hess, aviatore tedesco (Wiesbaden, n. 1893 - Fresnes, † 1917)
- Ernst Strohschneider, aviatore austro-ungarico (Ústí nad Labem, n. 1886 - Motta di Livenza, † 1918)

## Avvocati(1)
- Ernst von Freyberg, avvocato e banchiere tedesco (Ginevra, n. 1958)

## Biatleti(1)
- Ernst Reiter, ex biatleta tedesco occidentale (Ruhpolding, n. 1962)

## Biochimici(2)
- Ernst Laqueur, biochimico olandese (n. 1880 - † 1947)
- Ernst Leopold Salkowski, biochimico tedesco (Königsberg, n. 1844 - Berlino, † 1923)

## Biologi(4)
- Ernst Haeckel, biologo, zoologo e filosofo tedesco (Potsdam, n. 1834 - Jena, † 1919)
- Ernst Mayr, biologo e genetista tedesco (Kempten, n. 1904 - Bedford, † 2005)
- Ernst Johannes Schmidt, biologo danese (Jægerspris, n. 1877 - Copenaghen, † 1933)
- Ernst Schwarz, biologo e zoologo tedesco (Francoforte sul Meno, n. 1889 - Bethesda, † 1962)

## Botanici(5)
- Ernst Hallier, botanico e micologo tedesco (Amburgo, n. 1831 - Dachau, † 1904)
- Ernst Heinrich Friedrich Meyer, botanico e storico tedesco (Hannover, n. 1791 - Königsberg, † 1858)
- Ernst Hugo Pfitzer, botanico tedesco (n. 1846 - † 1906)
- Ernst Gottlieb von Steudel, botanico e medico tedesco (Esslingen am Neckar, n. 1783 - Esslingen am Neckar, † 1856)
- Ernst Stizenberger, botanico e medico tedesco (Costanza, n. 1827 - Costanza, † 1895)

## Calciatori(36)
- Ernst Aigner, ex calciatore austriaco (Mödling, n. 1966)
- Ernst Albrecht, calciatore tedesco (n. 1907 - † 1976)
- Ernst Atis-Clothaire, ex calciatore haitiano (Port-au-Prince, n. 1977)
- Ernst Bantle, calciatore tedesco (Friburgo in Brisgovia, n. 1901 - † 1978)
- Ernst Blum, calciatore tedesco (Stoccarda, n. 1904 - † 1980)
- Mikael Boman, ex calciatore svedese (Kungsbacka, n. 1988)
- Ernst Dreyer, calciatore svizzero
- Ernst Eikhof, calciatore tedesco (Amburgo, n. 1892 - † 1978)
- Ernst Flückiger, calciatore svizzero (n. 1887 - † 1961)
- Ernst Foreth, calciatore austriaco (n. 1925 - † 1999)
- Ernst Frick, calciatore svizzero
- Ernst Gossweiler, calciatore svizzero (n. 1888 - † 1951)
- Ernst Hollstein, calciatore tedesco (Karlsruhe, n. 1886 - Offenburg, † 1950)
- Ernst Hufschmid, calciatore svizzero (Basilea, n. 1913 - † 2001)
- Ernst Jean-Joseph, calciatore haitiano (Cap-Haïtien, n. 1948 - † 2020)
- Ernst Jordan, calciatore tedesco (n. 1883 - † 1948)
- Ernst Kozlicek, calciatore austriaco (Vienna, n. 1931 - † 2023)
- Ernst Kuzorra, calciatore e allenatore di calcio tedesco (Gelsenkirchen, n. 1905 - † 1990)
- Ernst Künz, calciatore austriaco (n. 1912 - Santakai, † 1944)
- Ernst Lehner, calciatore tedesco (Augusta, n. 1912 - Aschaffenburg, † 1986)
- Ernst Lindner, calciatore tedesco orientale (Goldbeck, n. 1935 - Goldbeck, † 2012)
- Ernst Lörtscher, calciatore svizzero (Bucarest, n. 1913 - Lens, † 1994)
- Ernst Möller, calciatore tedesco (Kiel, n. 1891 - † 1916)
- Ernst Müller, calciatore tedesco (Berlino, n. 1901 - † 1958)
- Ernst Ocwirk, calciatore e allenatore di calcio austriaco (Vienna, n. 1926 - Klein-Pöchlarn, † 1980)
- Ernst Plener, calciatore tedesco (Katowice, n. 1919 - † 2007)
- Ernst Poertgen, calciatore tedesco (Essen, n. 1912 - † 1986)
- Ernst Poetsch, calciatore tedesco (n. 1883 - † 1950)
- Ernst Reitermaier, calciatore austriaco (n. 1918 - † 1993)
- Ernst Rokosch, calciatore tedesco (Lipsia, n. 1889 - † 1914)
- Ernst Singer, calciatore austriaco
- Ernst Stojaspal, calciatore austriaco (Vienna, n. 1925 - Moulins-lès-Metz, † 2002)
- Ernst Thurm, calciatore austriaco (n. 1888)
- Ernst Wechselberger, calciatore e allenatore di calcio svizzero (Augusta, n. 1931 - † 2013)
- Ernst Widmer, calciatore svizzero (Basilea, n. 1887)
- Ernst Zägel, calciatore tedesco (Marpingen, n. 1936 - Marpingen, † 2020)

## Canoisti(2)
- Ernst Krebs, canoista tedesco (n. 1906 - † 1970)
- Gunnar Åkerlund, canoista svedese (Nyköping, n. 1923 - Nyköping, † 2006)

## Canottieri(3)
- Ernst Gaber, canottiere tedesco (Mannheim, n. 1907 - † 1975)
- Ernst Jencquel, canottiere tedesco (Amburgo, n. 1879 - Amburgo, † 1939)
- Ernst Veenemans, canottiere olandese (Haarlem, n. 1940 - Laren, † 2017)

## Cantanti(1)
- Phillip Boa, cantante, chitarrista e musicista tedesco (Dortmund, n. 1963)

## Cavalieri(1)
- Ernst Casparsson, cavaliere svedese (Norrköping, n. 1886 - Norrköping, † 1973)

## Cestisti(2)
- Ernst Tutschek, cestista e allenatore di pallacanestro austriaco (n. 1940 - † 1998)
- Ernst Wansley, ex cestista statunitense (Anderson, n. 1956)

## Chimici(1)
- Ernst Otto Fischer, chimico tedesco (Solln, n. 1918 - Monaco di Baviera, † 2007)

## Chirurghi(3)
- Ernst Julius Gurlt, chirurgo tedesco (Berlino, n. 1825 - Berlino, † 1899)
- Ernst Georg Ferdinand Küster, chirurgo tedesco (n. 1839 - Berlino, † 1930)
- Ernst Ferdinand Sauerbruch, chirurgo tedesco (Barmen, n. 1875 - Francoforte sul Meno, † 1951)

## Ciclisti su strada(4)
- Georg Johnsson, ciclista su strada svedese (Brunflo, n. 1902 - † 1960)
- Sigfrid Lundberg, ciclista su strada svedese (Uppsala, n. 1895 - Uppsala, † 1979)
- Ernst Nievergelt, ciclista su strada svizzero (Affoltern am Albis, n. 1910 - Kappel am Albis, † 1999)
- Ernst Stettler, ciclista su strada svizzero (Mellikon, n. 1921 - Mellikon, † 2001)

## Comici(1)
- Ernst Thole, comico, attore e cabarettista olandese (Amsterdam, n. 1953 - Sesto San Giovanni, † 1988)

## Compositori(9)
- Ernst Anschütz, compositore, insegnante e organista tedesco (Suhl, n. 1780 - Lipsia, † 1861)
- Ernst Christoph Dressler, compositore e tenore tedesco (Greußen, n. 1734 - Kassel, † 1779)
- Ernst Eichner, compositore e fagottista tedesco (Bad Arolsen, n. 1740 - Potsdam, † 1777)
- Ernst von Gemmingen-Hornberg, compositore e nobile tedesco (Celle, n. 1759 - Mannheim, † 1813)
- Ernst Ludwig Gerber, compositore e organista tedesco (Sondershausen, n. 1746 - Sondershausen, † 1819)
- Ernst Křenek, compositore e direttore d'orchestra austriaco (Vienna, n. 1900 - Palm Springs, † 1991)
- Ernst Lert, compositore, regista teatrale e scrittore austriaco (Vienna, n. 1883 - New York, † 1955)
- Ernst Toch, compositore e pianista austriaco (Leopoldstadt, n. 1887 - Santa Monica, † 1964)
- Ernst Widmer, compositore, direttore d'orchestra e pianista svizzero (Aarau, n. 1927 - Aarau, † 1990)

## Compositori di scacchi(1)
- Ernst Baumgarten, compositore di scacchi tedesco (Lipsia, n. 1886 - Lipsia, † 1976)

## Critici letterari(1)
- Ernst Robert Curtius, critico letterario e saggista tedesco (Thann, n. 1886 - Roma, † 1956)

## Cuochi(1)
- Ernst Knam, pasticciere e personaggio televisivo tedesco (Tettnang, n. 1963)

## Dermatologi(1)
- Ernst Finger, dermatologo austriaco (Praga, n. 1856 - Vienna, † 1939)

## Diplomatici(5)
- Ernst Christoph von Kaunitz-Rietberg, diplomatico e nobile austriaco (Vienna, n. 1737 - Vienna, † 1797)
- Ernst Eduard vom Rath, diplomatico tedesco (Francoforte sul Meno, n. 1909 - Parigi, † 1938)
- Ernst Schmit von Tavera, diplomatico e nobile austriaco (Vienna, n. 1839 - Vienna, † 1904)
- Ernst von Weizsäcker, diplomatico tedesco (Stoccarda, n. 1882 - Lindau, † 1951)
- Ernst Friedrich von Windisch-Graetz, diplomatico e politico austriaco (Vienna, n. 1670 - Sankt Peter in der Au, † 1727)

## Direttori d'orchestra(1)
- Ernst von Schuch, direttore d'orchestra austriaco (Graz, n. 1846 - Niederlößnitz, † 1914)

## Dirigenti sportivi(2)
- Ernst Pedersen, dirigente sportivo e ex calciatore norvegese (Vadsø, n. 1954)
- Ernst Thommen, dirigente sportivo svizzero (Basilea, n. 1899 - Muttenz, † 1967)

## Drammaturghi(1)
- Ernst Toller, drammaturgo e rivoluzionario tedesco (Szamocin, n. 1893 - New York, † 1939)

## Economisti(5)
- Ernst Engel, economista e statistico tedesco (Dresda, n. 1821 - Radebeul, † 1896)
- Ernst Fehr, economista austriaco (Hard, n. 1956)
- Étienne Laspeyres, economista e statistico tedesco (Halle an der Saale, n. 1834 - Gießen, † 1913)
- Ernst Friedrich Schumacher, economista, filosofo e scrittore tedesco (Bonn, n. 1911 - Svizzera, † 1977)
- Ernst Welteke, economista, banchiere e politico tedesco (Korbach, n. 1942)

## Entomologi(3)
- Ernst Friedrich Germar, entomologo e mineralogista tedesco (Glauchau, n. 1786 - Halle, † 1853)
- Ernst Gottfried Baldinger, entomologo e botanico tedesco (Erfurt, n. 1738 - Marburgo, † 1804)
- Ernst Gustav Kraatz, entomologo e zoologo tedesco (Berlino, n. 1831 - Berlino, † 1909)

## Farmacologi(1)
- Ernst Boris Chain, farmacologo e biochimico tedesco (Berlino, n. 1906 - Castlebar, † 1979)

## Filologi(12)
- Ernst Bickel, filologo classico tedesco (Wiesbaden, n. 1876 - Bonn, † 1961)
- Ernst Förstemann, filologo, bibliotecario e linguista tedesco (Danzica, n. 1822 - Charlottenburg, † 1906)
- Ernst Götzinger, filologo e insegnante svizzero (Sciaffusa, n. 1837 - San Gallo, † 1896)
- Ernst Höpfner, filologo e educatore tedesco (Rawicz, n. 1836 - Gottinga, † 1915)
- Emil Hübner, filologo tedesco (Düsseldorf, n. 1834 - Berlino, † 1901)
- Ernst Maass, filologo classico tedesco (Kołobrzeg, n. 1856 - Marburgo, † 1929)
- Ernst Nachmanson, filologo classico e grecista svedese (Stoccolma, n. 1877 - † 1943)
- Ernst Sittig, filologo classico, linguista e etruscologo tedesco (Berlino, n. 1887 - Tubinga, † 1955)
- Ernst Christian Walz, filologo classico e grecista tedesco (Weil der Stadt, n. 1802 - Tubinga, † 1857)
- Ernst Karl Friedrich Wunderlich, filologo classico tedesco (n. 1783 - † 1816)
- Julius Zacher, filologo e germanista tedesco (Oborniki Śląskie, n. 1816 - Halle, † 1887)
- Ernst Ludwig von Leutsch, filologo classico tedesco (Francoforte sul Meno, n. 1808 - Gottinga, † 1887)

## Filosofi(9)
- Ernst Friedrich Apelt, filosofo tedesco (Reichenau, n. 1812 - Oppelsdorf, † 1859)
- Ernst Cassirer, filosofo tedesco (Breslavia, n. 1874 - New York, † 1945)
- Kuno Fischer, filosofo tedesco (Sandewalde nella Slesia, n. 1824 - Heidelberg, † 1907)
- Ernst von Glasersfeld, filosofo tedesco (Monaco di Baviera, n. 1917 - Leverett, † 2010)
- Ernst Kurth, filosofo e musicologo svizzero (Vienna, n. 1886 - Berna, † 1946)
- Ernst Laas, filosofo tedesco (Fürstenwalde, n. 1837 - Strasburgo, † 1885)
- Ernst Soner, filosofo e medico tedesco (Norimberga, n. 1572 - Altdorf bei Nürnberg, † 1612)
- Ernst Troeltsch, filosofo, storico e teologo tedesco (Augusta, n. 1865 - Berlino, † 1923)
- Ernst Tugendhat, filosofo tedesco (Brno, n. 1930 - Friburgo in Brisgovia, † 2023)

## Fisici(7)
- Ernst Bessel Hagen, fisico tedesco (Königsberg, n. 1851 - Solln, † 1923)
- Ernst Chladni, fisico tedesco (Wittenberg, n. 1756 - Breslavia, † 1827)
- Ernst Stueckelberg, fisico e matematico svizzero (Basilea, n. 1905 - Ginevra, † 1984)
- Ernst Mach, fisico e filosofo austriaco (Brno, n. 1838 - Haar, † 1916)
- Ernst Messerschmid, fisico e ex astronauta tedesco (Reutlingen, n. 1945)
- Ernst Ruska, fisico tedesco (Heidelberg, n. 1906 - Berlino, † 1988)
- Ernst Albrecht von Siemens, fisico, imprenditore e alpinista tedesco (Kingston upon Hull, n. 1903 - Starnberg, † 1990)

## Fisiologi(3)
- Felix Hoppe-Seyler, fisiologo e chimico tedesco (Freyburg, n. 1825 - Wasserburg, † 1895)
- Wilhelm Trendelenburg, fisiologo tedesco (Rostock, n. 1877 - Tubinga, † 1946)
- Ernst Heinrich Weber, fisiologo e anatomista tedesco (Wittenberg, n. 1795 - Lipsia, † 1878)

## Fotografi(1)
- Ernst Haas, fotografo austriaco (Vienna, n. 1921 - New York, † 1986)

## Funzionari(1)
- Heinrich von Stephan, funzionario e politico tedesco (Słupsk, n. 1831 - Berlino, † 1897)

## Generali(18)
- Ernst Biehler, generale tedesco (Ulma, n. 1903 - Ulma, † 1997)
- Ernst Busch, generale tedesco (Essen, n. 1885 - Aldershot, † 1945)
- Theodor Busse, generale tedesco (Francoforte sull'Oder, n. 1897 - Wallerstein, † 1986)
- Alexander von Falkenhausen, generale tedesco (Neisse, n. 1878 - Nassau, † 1966)
- Ernst Gruson, generale belga (Halberstadt, n. 1869 - Quedlinburg, † 1962)
- Ernst Hartung, generale austriaco (Schwechat, n. 1808 - Vienna, † 1879)
- Ernst Kaltenbrunner, generale e criminale di guerra austriaco (Ried im Innkreis, n. 1903 - Norimberga, † 1946)
- Ruben Lagus, generale finlandese (Koski Hl, n. 1896 - Lohja, † 1959)
- Ernst Gideon von Laudon, generale austriaco (Ļaudona, n. 1717 - Nový Jičín, † 1790)
- Ernst von Leyser, generale tedesco (Steglitz, n. 1889 - Garstedt, † 1962)
- Ernst Linder, generale e cavaliere svedese (Pohja, n. 1868 - Gävle, † 1943)
- Ernst Michael, generale tedesco (Weimar, n. 1897 - Tuganitzky, † 1944)
- Ernst von Pfuel, generale e politico prussiano (Müncheberg, n. 1779 - Berlino, † 1866)
- Ernst Põdder, generale estone (Tartu, n. 1879 - Tallinn, † 1932)
- Ernst Röhm, generale e politico tedesco (Monaco di Baviera, n. 1887 - Monaco di Baviera, † 1934)
- Ernst Rüdiger von Starhemberg, generale austriaco (Graz, n. 1638 - Vösendorf, † 1701)
- Ernst Udet, generale e aviatore tedesco (Francoforte sul Meno, n. 1896 - Berlino, † 1941)
- Ernst von Hoeppner, generale tedesco (Wollin, n. 1860 - Wollin, † 1922)

## Geologi(1)
- Ernst Heinrich Karl von Dechen, geologo e inventore tedesco (Berlino, n. 1800 - Bonn, † 1889)

## Ginecologi(3)
- Alfred Hegar, ginecologo tedesco (Darmstadt, n. 1830 - Friburgo in Brisgovia, † 1914)
- Ernst Gottlob Orthmann, ginecologo tedesco (Mettmann, n. 1859 - Berlino, † 1922)
- Ernst Wertheim, ginecologo austriaco (Graz, n. 1864 - Vienna, † 1920)

## Ginnasti(6)
- Ernst Fivian, ginnasta svizzero (Thun, n. 1931 - Lucerna, † 2021)
- Ernst Gebendinger, ginnasta svizzero (Winterthur, n. 1926 - Winterthur, † 2017)
- Ernst Mohr, ginnasta e multiplista tedesco (Berlino, n. 1877 - † 1916)
- Ernst Reckeweg, ginnasta e multiplista statunitense (Ovenstädt, n. 1873 - † 1944)
- Wilhelm Weber, ginnasta e multiplista tedesco (Berlino, n. 1879 - Teupitz, † 1963)
- Ernst Winter, ginnasta tedesco (n. 1907 - † 1943)

## Giocatori di football americano(1)
- Ernst Brun Jr., ex giocatore di football americano statunitense (n. 1990)

## Giornalisti(1)
- Ernst Zündel, pubblicista tedesco (Calmbach, n. 1939 - Bad Wildbad, † 2017)

## Giuristi(6)
- Ernst Rudolf Bierling, giurista tedesco (Zittau, n. 1841 - Greifswald, † 1919)
- Ernst Conrad, giurista e magistrato tedesco (Poznań, n. 1858 - Lipsia, † 1930)
- Ernst Forsthoff, giurista tedesco (Laar, n. 1902 - Heidelberg, † 1974)
- Ernst Haeberlin, giurista e numismatico tedesco (Francoforte sul Meno, n. 1847 - Francoforte sul Meno, † 1925)
- Ernst Ferdinand Klein, giurista tedesco (Breslavia, n. 1744 - Berlino, † 1810)
- Ernst Vanselow, giurista tedesco (Gera, n. 1876)

## Hockeisti su ghiaccio(1)
- Ernst Karlberg, hockeista su ghiaccio svedese (Stoccolma, n. 1901 - Spånga, † 1987)

## Hockeisti su prato(1)
- Ernst van den Berg, hockeista su prato olandese (Amsterdam, n. 1915 - Amsterdam, † 1989)

## Immunologi(1)
- Ernst Friedberger, immunologo e igienista tedesco (Gießen, n. 1875 - Berlino, † 1932)

## Imprenditori(5)
- Ernst Hanfstaengl, imprenditore tedesco (Monaco di Baviera, n. 1887 - Monaco di Baviera, † 1975)
- Georg Knorr, imprenditore tedesco (Ruda, n. 1859 - Davos, † 1911)
- Ernst Leitz II, imprenditore e ottico tedesco (Wetzlar, n. 1871 - Gießen, † 1956)
- Walter Stauffer, imprenditore e mecenate svizzero (Sesto Cremonese, n. 1887 - Berna, † 1974)
- Ernst Werner von Siemens, imprenditore e ingegnere tedesco (Lenthe, n. 1816 - Berlino, † 1892)

## Ingegneri(7)
- Ernst Heinkel, ingegnere aeronautico tedesco (Grunbach, n. 1888 - Stoccarda, † 1958)
- Ernst Otto Schlick, ingegnere tedesco (Grimma, n. 1840 - Amburgo, † 1913)
- Ernst Steinhoff, ingegnere, aviatore e ufficiale tedesco (Treysa, n. 1908 - Alamogordo, † 1987)
- Ernst Wilhelm Stibolt, ingegnere e militare danese (Christiansø, n. 1741 - Copenaghen, † 1796)
- Ernst Stuhlinger, ingegnere tedesco (Creglingen, n. 1913 - Huntsville, † 2008)
- Waloddi Weibull, ingegnere e statistico svedese (Vittskövle, n. 1887 - Annecy, † 1979)
- Ernst Zindel, ingegnere aeronautico e imprenditore tedesco (Mistelbach, n. 1897 - Bad Homburg vor der Höhe, † 1978)

## Insegnanti(2)
- Ernst Käsemann, insegnante tedesco (Bochum, n. 1906 - Tubinga, † 1998)
- Ernst von Mohl, insegnante tedesco (Neuweiler, n. 1849 - Monaco di Baviera, † 1929)

## Inventori(1)
- Waldemar Jungner, inventore e ingegnere svedese (Vilske-Kleva, n. 1869 - Norrköping, † 1924)

## Linguisti(1)
- Ernst Håkon Jahr, linguista e scrittore norvegese (Oslo, n. 1948)

## Lottatori(2)
- Ernst Kyburz, lottatore svizzero (n. 1898 - † 1983)
- Ernst Nilsson, lottatore svedese (Malmö, n. 1891 - Malmö, † 1971)

## Maratoneti(1)
- Ernst Fast, maratoneta svedese (Stoccolma, n. 1881 - Sigtuna, † 1959)

## Matematici(10)
- Ernst Sigismund Fischer, matematico austriaco (Vienna, n. 1875 - Colonia, † 1954)
- Ernst Hölder, matematico tedesco (Lipsia, n. 1901 - Magonza, † 1990)
- Ernst Gustav Kirsch, matematico e ingegnere tedesco (n. 1841 - † 1901)
- Ernst Eduard Kummer, matematico tedesco (Sorau, n. 1810 - Berlino, † 1893)
- Ferdinand Minding, matematico tedesco (Kalisch, n. 1806 - Dorpat, † 1885)
- Heinz Prüfer, matematico tedesco (Wilhelmshaven, n. 1896 - Münster, † 1934)
- Ernst Specker, matematico svizzero (Zurigo, n. 1920 - Zurigo, † 2011)
- Ernst Steinitz, matematico tedesco (Laurahütte, n. 1871 - Kiel, † 1928)
- Ernst August Weiss, matematico tedesco (Strasburgo, n. 1900 - Lago Il'men', † 1942)
- Ernst Zermelo, matematico e filosofo tedesco (Berlino, n. 1871 - Friburgo, † 1953)

## Medici(5)
- Ernst Gräfenberg, medico tedesco (Adelebsen, n. 1881 - New York, † 1957)
- Ernst Hartmann, medico e scrittore tedesco (Mannheim, n. 1915 - Katzenbach, † 1992)
- Ernst Holzlöhner, medico tedesco (Insterburg, n. 1899 - † 1945)
- Ernst Wilhelm von Brücke, medico tedesco (Berlino, n. 1819 - Vienna, † 1892)
- Ernst van Aaken, medico e allenatore di atletica leggera tedesco (Emmerich am Rhein, n. 1910 - Schwalmtal, † 1984)

## Mezzofondisti(1)
- Ernst Wide, mezzofondista svedese (Stoccolma, n. 1888 - Stoccolma, † 1950)

## Militari(17)
- Ernst von Althaus, militare e aviatore tedesco (Coburgo, n. 1890 - † 1946)
- Ernst August Max von Bacmeister, ufficiale prussiano (Bielefeld, n. 1853 - Bückeburg, † 1938)
- Ernst Barkmann, militare tedesco (Kisdorf, n. 1919 - Kisdorf, † 2009)
- Ernst Biberstein, militare, agente segreto e pastore protestante tedesco (Hilchenbach, n. 1899 - Neumünster, † 1986)
- Ernst Boepple, militare tedesco (Reutlingen, n. 1887 - Cracovia, † 1950)
- Ernst John von Freyend, militare tedesco (Breslavia, n. 1909 - † 1980)
- Ernst Heinicker, militare tedesco (Lipsia, n. 1906 - Waldheim, † 1950)
- Ernst Hermann Himmler, militare, funzionario e ingegnere tedesco (Monaco di Baviera, n. 1905 - Berlino, † 1945)
- Ernst Kupfer, militare e aviatore tedesco (Coburgo, n. 1907 - Semer Kajasen, † 1943)
- Ernst Lindemann, militare e marinaio tedesco (Altenkirchen, n. 1894 - Nordatlantico, † 1941)
- Ernst Mengersen, ufficiale tedesco (Bremke, n. 1912 - Dortmund, † 1995)
- Waldemar Pabst, ufficiale e attivista tedesco (Berlino, n. 1880 - Düsseldorf, † 1970)
- Ernst zu Reventlow, militare, giornalista e scrittore tedesco (Husum, n. 1869 - Monaco di Baviera, † 1943)
- Ernst Stengelin, militare tedesco (Tuttlingen, n. 1911 - Campo di sterminio di Sobibór, † 1943)
- Ernst Tiburzy, militare tedesco (Drosdowen, n. 1911 - Papenburg, † 2004)
- Ernst Ullring, militare e inventore norvegese (Horten, n. 1894 - Oslo, † 1953)
- Ernst Zierke, militare tedesco (Köslin, n. 1905 - Celle, † 1972)

## Mineralogisti(2)
- Ernst Friedrich Glocker, mineralogista, geologo e paleontologo tedesco (Stoccarda, n. 1793 - † 1858)
- Ernst Weinschenk, mineralogista tedesco (Esslingen sul Neckar, n. 1865 - Monaco di Baviera, † 1921)

## Montatori(1)
- Tom Rolf, montatore svedese (Stoccolma, n. 1931 - Saint-Calais, † 2014)

## Musicisti(2)
- Ernst Horn, musicista e compositore tedesco (Monaco di Baviera, n. 1949)
- Ernst Friedrich Richter, musicista tedesco (Großschönau, n. 1808 - † 1879)

## Naturalisti(2)
- Ernst Boll, naturalista, storico e geologo tedesco (Neubrandenburg, n. 1817 - Neubrandenburg, † 1868)
- Ernst Hartert, naturalista, ornitologo e zoologo tedesco (Amburgo, n. 1859 - Berlino, † 1933)

## Neurologi(5)
- Ernst Meyer, neurologo e psichiatra tedesco (Gottinga, n. 1871 - Königsberg, † 1931)
- Ernst Julius Remak, neurologo tedesco (Berlino, n. 1849 - Wiesbaden, † 1911)
- Ernst Siemerling, neurologo e psichiatra tedesco (Müssow, n. 1857 - Berlino, † 1931)
- Adolph Strümpell, neurologo tedesco (Neu-Autz, n. 1853 - Lipsia, † 1925)
- Ernst Viktor von Leyden, neurologo e medico tedesco (Danzica, n. 1832 - Berlino, † 1910)

## Nobili(1)
- Ernst von Hohenberg, nobile austriaco (Beneschau, n. 1904 - Graz, † 1954)

## Nuotatori(3)
- Ernst Bahnmeyer, nuotatore tedesco (Gaggenau, n. 1888 - Mannheim, † 1931)
- Ernst Hoppenberg, nuotatore tedesco (Brema, n. 1878 - Kirn, † 1937)
- Ernst Lührsen, nuotatore tedesco

## Oculisti(1)
- Ernst Adolf Coccius, oculista tedesco (Lipsia, n. 1825 - Lipsia, † 1890)

## Organisti(1)
- Ernst Münch, organista e direttore di coro francese (Niederbronn-les-Bains, n. 1859 - Strasburgo, † 1928)

## Ornitologi(1)
- Ernst Schäfer, ornitologo e zoologo tedesco (Colonia, n. 1910 - Bad Bevensen, † 1992)

## Ostacolisti(1)
- Helmut Berndt, ostacolista e slittinista tedesco (Liberec, n. 1915 - Seesen, † 1990)

## Ottici(2)
- Ernst Abbe, ottico, fisico e astronomo tedesco (Eisenach, n. 1840 - Jena, † 1905)
- Ernst Leitz I, ottico e imprenditore tedesco (Sulzburg, n. 1843 - Solothurn, † 1920)

## Paleontologi(1)
- Ernst Erhard Schmid, paleontologo tedesco (Hildburghausen, n. 1815 - Jena, † 1885)

## Pallanuotisti(3)
- Ernst Endl, pallanuotista austriaco (Linz, n. 1929 - † 2000)
- Arne Jutner, pallanuotista svedese (Stoccolma, n. 1920 - Stoccolma, † 2009)
- Ernst Kovács, pallanuotista austriaco (n. 1884)

## Pastori protestanti(1)
- Ernst Jakob Christoffel, pastore protestante tedesco (Rheydt, n. 1876 - Isfahan, † 1955)

## Patologi(3)
- Ernst Schwalbe, patologo tedesco (Berlino, n. 1871 - Rostock, † 1920)
- Ernst Leberecht Wagner, patologo tedesco (n. 1829 - Lipsia, † 1888)
- Ernst Ziegler, patologo svizzero (Messen, n. 1849 - Friburgo in Brisgovia, † 1905)

## Pattinatori artistici su ghiaccio(2)
- Ernst Baier, pattinatore artistico su ghiaccio tedesco (Zittau, n. 1905 - Garmisch-Partenkirchen, † 2001)
- Ernst Oppacher, pattinatore artistico su ghiaccio austriaco (Takatsuki, n. 1897)

## Pianisti(1)
- Ernst Pauer, pianista, compositore e docente austriaco (Vienna, n. 1826 - Seeheim-Jugenheim, † 1905)

## Piloti automobilistici(2)
- Ernst von Delius, pilota automobilistico tedesco (Plessa, n. 1912 - Bonn, † 1937)
- Ernst Klodwig, pilota automobilistico tedesco (Aschersleben, n. 1903 - Amburgo, † 1973)

## Piloti motociclistici(1)
- Ernst Degner, pilota motociclistico tedesco (Gliwice, n. 1931 - Arona, † 1983)

## Pionieri dell'aviazione(1)
- Georg Baumgarten, pioniere dell'aviazione tedesco (Johanngeorgenstadt, n. 1837 - Colditz, † 1884)

## Pistard(2)
- Ernst Ihbe, pistard tedesco (Erlbach, n. 1913 - Lipsia, † 1992)
- Ernst Streng, pistard tedesco (Colonia, n. 1942 - Colonia, † 1993)

## Pittori(14)
- Ernst Heinrich Abel, pittore tedesco (Zerbst, n. 1721 - Brema, † 1787)
- Ernst August Abel, pittore tedesco (Zerbst - Darmstadt)
- Ernst Bosch, pittore tedesco (Krefeld, n. 1834 - Düsseldorf, † 1917)
- Ernst Deger, pittore tedesco (Bockenem, n. 1809 - Düsseldorf, † 1885)
- Ernst Insam, pittore e grafico austriaco (Kitzbühel, n. 1927 - Jochberg, † 2014)
- Ernst Josephson, pittore svedese (Stoccolma, n. 1851 - † 1906)
- Ernst Ludwig Kirchner, pittore e scultore tedesco (Aschaffenburg, n. 1880 - Davos, † 1938)
- Paul Klee, pittore tedesco (Münchenbuchsee, n. 1890 - Muralto, † 1940)
- Ernst Klimt, pittore austriaco (Vienna, n. 1864 - Vienna, † 1892)
- Ernst Lafite, pittore austriaco (Vienna, n. 1826 - Vienna, † 1885)
- Ernst Meyer, pittore danese (Altona, n. 1797 - Roma, † 1861)
- Ernst Wilhelm Nay, pittore tedesco (Berlino, n. 1902 - Colonia, † 1968)
- Ernst Ferdinand Oehme, pittore tedesco (Dresda, n. 1797 - Dresda, † 1855)
- Ernst Oppler, pittore tedesco (Hannover, n. 1867 - Berlino, † 1929)

## Poeti(4)
- Ernst van Altena, poeta e scrittore olandese (Amsterdam, n. 1933 - Landsmeer, † 1999)
- Ernst Jandl, poeta, scrittore e traduttore austriaco (Vienna, n. 1925 - Vienna, † 2000)
- Ernst Ortlepp, poeta tedesco (Droyßig, n. 1800 - Pforta, † 1864)
- Ernst Stadler, poeta e critico letterario tedesco (Colmar, n. 1883 - Zandvoorde, † 1914)

## Politici(23)
- Ernst Albrecht, politico, funzionario e imprenditore tedesco (Heidelberg, n. 1930 - Burgdorf, † 2014)
- Ernst Bassermann, politico tedesco (Wolfach, n. 1854 - Baden-Baden, † 1917)
- Ernst Wilhelm Bohle, politico tedesco (Bradford, n. 1903 - Düsseldorf, † 1960)
- Ernst Brenner, politico svizzero (Basilea, n. 1856 - Mentone, † 1911)
- Ernst Brugger, politico e insegnante svizzero (Bellinzona, n. 1914 - Gossau, † 1998)
- Ernst Heinrich Göring, politico e diplomatico tedesco (Emmerich am Rhein, n. 1839 - Monaco di Baviera, † 1913)
- Ernst Ludwig Julius von Lenthe, politico tedesco (Hannover, n. 1744 - Hannover, † 1814)
- Ernst zu Münster, politico tedesco (Osnabrück, n. 1766 - Hannover, † 1839)
- Ernst Niekisch, politico e scrittore tedesco (Trebnitz, n. 1889 - Berlino Ovest, † 1967)
- Ernst Nobs, politico svizzero (Seedorf, n. 1886 - Meilen, † 1957)
- Ernst Herman van Rappard, politico e militare olandese (Reggenza di Banyumas, n. 1899 - Vught, † 1953)
- Ernst Reuter, politico tedesco (Apenrade, n. 1889 - Berlino Ovest, † 1953)
- Fritz Sauckel, politico e criminale di guerra tedesco (Haßfurt, n. 1894 - Norimberga, † 1946)
- Ernst Seidler von Feuchtenegg, politico e giurista austriaco (Schwechat, n. 1862 - Vienna, † 1931)
- Ernst Rüdiger Starhemberg, politico austriaco (Eferding, n. 1899 - Schruns, † 1956)
- Ernst von Steinberg, politico tedesco (n. 1692 - † 1759)
- Ernst Streeruwitz, politico austriaco (Stříbro, n. 1874 - Vienna, † 1952)
- Ernst Thälmann, politico e rivoluzionario tedesco (Amburgo, n. 1886 - Buchenwald, † 1944)
- Ernst Walch, politico liechtensteinese (Vaduz, n. 1956)
- Ernst Wandfluh, politico svizzero (n. 1976)
- Ernst Wetter, politico svizzero (Winterthur, n. 1877 - Zurigo, † 1963)
- Ernst Ludwig von Gerlach, politico tedesco (Berlino, n. 1795 - † 1877)
- Ernst von Harnack, politico tedesco (Marburg, n. 1888 - Prigione di Plötzensee, † 1945)

## Politologi(1)
- Ernst Fraenkel, politologo, giurista e scrittore tedesco (Colonia, n. 1898 - Berlino, † 1975)

## Progettisti(1)
- Ernst Schmidt, progettista tedesco (Norimberga, n. 1905 - Norimberga, † 1993)

## Psichiatri(3)
- Ernst Jentsch, psichiatra tedesco (n. 1867 - † 1919)
- Ernst Kretschmer, psichiatra tedesco (Wüstenrot, n. 1888 - Tubinga, † 1964)
- Ernst Rüdin, psichiatra e genetista tedesco (San Gallo, n. 1874 - Monaco di Baviera, † 1952)

## Psicoanalisti(1)
- Ernst Bernhard, psicoanalista, pediatra e astrologo tedesco (Berlino, n. 1896 - Roma, † 1965)

## Pugili(1)
- Ernst Pistulla, pugile tedesco (Goslar, n. 1906 - Berlino, † 1945)

## Registi(8)
- Ingmar Bergman, regista, sceneggiatore e drammaturgo svedese (Uppsala, n. 1918 - Fårö, † 2007)
- Ernst Gossner, regista e sceneggiatore austriaco (Brixlegg, n. 1967)
- Ernst Hofbauer, regista cinematografico e sceneggiatore austriaco (Vienna, n. 1925 - Monaco di Baviera, † 1984)
- Ernst Lubitsch, regista, attore e sceneggiatore tedesco (Berlino, n. 1892 - Los Angeles, † 1947)
- Ernst Marischka, regista, sceneggiatore e produttore cinematografico austriaco (Vienna, n. 1893 - Coira, † 1963)
- Richard Pottier, regista francese (Graz, n. 1906 - Le Plessis-Bouchard, † 1994)
- Wim Wenders, regista, sceneggiatore e produttore cinematografico tedesco (Düsseldorf, n. 1945)
- Georg af Klercker, regista, sceneggiatore e attore svedese (Kristianstad, n. 1877 - Malmö, † 1951)

## Saltatori con gli sci(1)
- Ernst Vettori, ex saltatore con gli sci austriaco (Hall in Tirol, n. 1964)

## Scacchisti(2)
- Ernst Falkbeer, scacchista austriaco (Brno, n. 1819 - Vienna, † 1885)
- Ernst Grünfeld, scacchista austriaco (Vienna, n. 1893 - Vienna, † 1962)

## Scenografi(1)
- Ernst Fegté, scenografo tedesco (Amburgo, n. 1900 - Los Angeles, † 1976)

## Sciatori alpini(8)
- Ernst Falch, ex sciatore alpino e allenatore di sci alpino austriaco (Sankt Anton am Arlberg, n. 1939)
- Ernst Good, ex sciatore alpino svizzero (Flums, n. 1950)
- Ernst Hinterseer, ex sciatore alpino e allenatore di sci alpino austriaco (Kitzbühel, n. 1932)
- Ernst Hinterseer, ex sciatore alpino austriaco (Kitzbühel, n. 1962)
- Ernst Oberaigner, sciatore alpino e allenatore di sci alpino austriaco (Saalfelden am Steinernen Meer, n. 1932 - Saalfelden am Steinernen Meer, † 2023)
- Ernst Riedlsperger, ex sciatore alpino austriaco (n. 1963)
- Ernst Scherzer, ex sciatore alpino tedesco (Schöneck, n. 1937)
- Ernst Winkler, ex sciatore alpino austriaco (n. 1955)

## Scrittori(14)
- Ernst Moritz Arndt, scrittore e poeta tedesco (Garz/Rügen, n. 1769 - Bonn, † 1860)
- Ernst Bloch, scrittore e filosofo tedesco (Ludwigshafen, n. 1885 - Tubinga, † 1977)
- Ernst Gläser, scrittore tedesco (Butzbach, n. 1902 - Magonza, † 1963)
- Ludwig Rubiner, scrittore e traduttore tedesco (Berlino, n. 1881 - Berlino, † 1920)
- Ernst Haffner, scrittore tedesco
- Ernst Theodor Amadeus Hoffmann, scrittore, compositore e pittore tedesco (Königsberg, n. 1776 - Berlino, † 1822)
- Ernst Jünger, scrittore, militare e filosofo tedesco (Heidelberg, n. 1895 - Riedlingen, † 1998)
- Ernst August Friedrich Klingemann, scrittore e drammaturgo tedesco (Braunschweig, n. 1777 - Braunschweig, † 1831)
- Ernst Lothar, scrittore e regista teatrale austriaco (Brno, n. 1890 - Vienna, † 1974)
- Ernst Penzoldt, scrittore e artista tedesco (Erlangen, n. 1892 - Monaco di Baviera, † 1955)
- Ernst Weiss, scrittore austriaco (Brno, n. 1882 - Parigi, † 1940)
- Ernst Wiechert, scrittore tedesco (Forsthaus Kleinort, n. 1887 - Uerikon, † 1950)
- Ernst von Feuchtersleben, scrittore austriaco (Vienna, n. 1806 - † 1849)
- Ernst von Salomon, scrittore e militare tedesco (Kiel, n. 1902 - Winsen, † 1972)

## Scultori(3)
- Ernst Barlach, scultore e scrittore tedesco (Wedel, n. 1870 - Rostock, † 1938)
- Ernst Hähnel, scultore tedesco (Dresda, n. 1811 - Dresda, † 1891)
- Ernst Friedrich August Rietschel, scultore tedesco (Pulsnitz, n. 1804 - Dresda, † 1861)

## Siepisti(2)
- Göte Hagström, siepista e mezzofondista svedese (Gagnef, n. 1918 - † 2014)
- Ernst Larsen, siepista norvegese (Trondheim, n. 1926 - Trondheim, † 2015)

## Slittinisti(1)
- Ernst Haspinger, ex slittinista italiano (Monguelfo-Tesido, n. 1955)

## Storici(10)
- Ernst Badian, storico austriaco (Vienna, n. 1925 - Quincy, † 2011)
- Ernst Curtius, storico, archeologo e insegnante tedesco (Lubecca, n. 1814 - Berlino, † 1896)
- Ernst Dümmler, storico tedesco (Berlino, n. 1830 - Friedrichroda, † 1902)
- Ernst Engelberg, storico tedesco (Haslach im Kinzigtal, n. 1909 - Berlino, † 2010)
- Ernst Fabricius, storico e archeologo tedesco (Darmstadt, n. 1857 - Friburgo in Brisgovia, † 1942)
- Ernst Kantorowicz, storico tedesco (Poznań, n. 1895 - Princeton, † 1963)
- Ernst Kornemann, storico tedesco (Rosenthal, n. 1868 - Monaco di Baviera, † 1946)
- Theodor Lindner, storico tedesco (Breslavia, n. 1843 - Halle, † 1919)
- Ernst Nolte, storico e filosofo tedesco (Witten, n. 1923 - Berlino, † 2016)
- Ernst Stein, storico austriaco (Jaworzno, n. 1891 - Friburgo, † 1945)

## Storici dell'arte(3)
- Ernst Gombrich, storico dell'arte austriaco (Vienna, n. 1909 - Londra, † 2001)
- Ernst Kris, storico dell'arte e psicoanalista austriaco (Vienna, n. 1900 - New York, † 1957)
- Ernst Kühnel, storico dell'arte tedesco (Neubrandenburg, n. 1882 - Berlino, † 1964)

## Tennisti(1)
- Ernst Blanke, ex tennista e avvocato austriaco (Haag, n. 1945)

## Tenori(1)
- Ernst Haefliger, tenore svizzero (Davos, n. 1919 - Davos, † 2007)

## Teologi(5)
- Ernst Christian Achelis, teologo tedesco (Brema, n. 1838 - Marburgo, † 1912)
- Ernst Fuchs, teologo tedesco (Heilbronn, n. 1903 - Heilbronn, † 1983)
- Ernst Wilhelm Hengstenberg, teologo tedesco (Fröndenberg, n. 1802 - Berlino, † 1869)
- Ernst Lützelberger, teologo tedesco (Ditterswind, n. 1802 - Norimberga, † 1877)
- Ernst Friedrich von Ockel, teologo lettone (Mengeringhausen, n. 1742 - † 1816)

## Tiratori a segno(2)
- Ernst Rosell, tiratore a segno svedese (Jönköping, n. 1881 - Jönköping, † 1953)
- Ernst Rosenqvist, tiratore a segno finlandese (Helsinki, n. 1869 - Kuopio, † 1932)

## Velisti(1)
- Hjalmar Karlsson, velista svedese (Örebro, n. 1906 - Ekerö, † 1992)

## Velocisti(1)
- Ernst Schultz, velocista danese (Horsens, n. 1879 - Fiordo di Roskilde, † 1906)

## Vescovi cattolici(1)
- Ernst von Trautson, vescovo cattolico austriaco (Vienna, n. 1633 - Vienna, † 1702)

## Vescovi vetero-cattolici(1)
- Ernst Hammerschmidt, vescovo vetero-cattolico, teologo e orientalista austriaco (Mariánské Lázně, n. 1928 - Vienna, † 1993)

## Veterinari(1)
- Ernst Friedrich Gurlt, veterinario e anatomista tedesco (Slesia, n. 1794 - Berlino, † 1882)

## Violisti(1)
- Ernst Christian Hesse, violista e compositore tedesco (Großengottern, n. 1676 - Darmstadt, † 1762)

## Violoncellisti(1)
- Ernst Reijseger, violoncellista e compositore olandese (Bussum, n. 1954)

## Zoologi(2)
- Ernst Ehlers, zoologo tedesco (Lüneburg, n. 1835 - Gottinga, † 1925)
- Ernst Marcus, zoologo tedesco (Berlino, n. 1893 - San Paolo, † 1968)

## Senza attività specificata(4)
- Ernst Johann Biron, duca (Kalnciems, n. 1690 - Jelgava, † 1772)
- Ernst Lossa, tedesco (Augusta, n. 1929 - Irsee, † 1944)
- Ernst Oppert, tedesco (Amburgo, n. 1832 - Amburgo, † 1903)
- Ernst von Ratzeburg, tedesco (Aizkraukle, † 1279)